# Сицилијански рат
Сицилијански рат (лат. Bellum Siculum) је био грађански рат у Старом Риму који су између 42. п. н. е. и 36. п. н. е. водиле снаге Другог тријумвирата и Секста Помпеја, последњег преживелог сина Помпеја Великог и последњег вође фракције оптимата. Рат се састојао углавном од бројних поморских окршаја широм Средоземног мора и копнене кампање првенствено на Сицилији која се на крају завршила победом Тријумвирата и смрћу Секста Помпеја. Сукоб је значајан као последњи вид било какве организоване опозиције Тријумвирату.
Резултат рата је решио питање да ли се политичка превласт аутократских тријумвира може преокренути, окончавајући све наде за обнову уставне власти Римске републике. Рат је, међутим, такође довео до слома самог Тријумвирата пошто је Октавијан био у могућности да искористи незадовољство у Лепидовом табору како би оставио свог партнера по страни, остављајући Октавијана и Марка Антонија као једине владаре римског света и постављајући терен за грађански рат Октавијана и Антонија.

## Позадина
Секстов отац, Помпеј, био је непријатељ Јулија Цезара дуги низ година, а ово непријатељство је коначно прокључало 49. п. н. е. са почетком Цезаровог грађанског рата. Помпеја су 48. п. н. е. погубили Египћани, али Секст и његов брат Гнеј Помпеј наставили су борбу све до 45. п. н. е, када је постало јасно да је Цезар победник. После Мунде, Секстов брат је прогоњен и погинуо је у борби, а сам Секст је побегао на Сицилију, али се неко време држао у потаји.
Када је Јулије Цезар убијен 15. марта 44. п. н. е, Секстово име је стављено на списак проскрипција коју су формирали Лепид, Марко Антоније и Октавијан, чланови Другог тријумвирата. Списак је направљен не само да попуни ризницу, већ и да помогне у рату Другог тријумвирата против Брута и Касија, и набројао је све остале Цезарове непријатеље и њихове рођаке.

## Ране победе
Када је пронашао своје име на овој листи, Секст је одлучио да настави тамо где је његов отац стао. Одабрао је Сицилију као своју базу, заузевши неколико градова, укључујући Тиндарис, Миле и главни град провинције, Месину. Други градови, попут Сиракузе, попустили су пред Секстовом побуном и придружили се његовим снагама. Секст је убрзо постао озбиљна сила у грађанском рату након Цезарове смрти. Скупио је огромну војску и велику флоту ратних бродова. Многи робови и пријатељи његовог оца, као и остаци фракције Оптимата, придружили су се његовом циљу, надајући се да ће сачувати Римску републику, која се брзо претварала у аутократско царство. Мноштво робова који су се придружили Сексту често је долазило из вила патриција, а ово дезертерство је толико повредило Римљане да су се Весталке молиле да то престане.
Са својом великом флотом бродова којима су управљали сицилијански маринци и којима су командовали способни адмирали као што су Менас, Менекрат и Демохар, Секст је зауставио све пошиљке (посебно пшенице) у Рим и блокирао Италију како би онемогућио трговину са другим народима на мору. Ова блокада је озбиљно сакатила римску војску као и италијанско полуострво. Коначно, кад се римски народ побунио, чланови Тријумвирата су одлучили да признају Секста за владара Сардиније, Корзике и Сицилије све док он пристаје да прекине блокаду и поново почне да шаље пошиљке жита. Секст је пристао, а такође је пристао да престане да прихвата одбегле робове за своју ствар. Овај уговор је назван Мизенумски пакт по Мизенуму где се о њему преговарало.

## Важније борбе
Тријумвират је 42. п. н. е. победио Брута и Касија у бици код Филипа Када је блокада окончана (након кратког и крхког мира), Тријумвират, посебно Октавијан и његова десна рука Марко Агрипа, успели су да усмере своју енергију на Секста и започели су агресивну офанзиву. Октавијан је покушао да изврши инвазију на Сицилију 38. п. н. е, али су бродови били приморани да се врате назад због лошег времена.
Агрипа је пресекао део Вија Ерцолане и ископао канал за повезивање Лукринског језера са морем, да би га претворио у луку, названу Портус Јулиус. Нова лука је коришћена за обуку бродова за поморске битке. Изграђена је нова флота, са 20.000 веслача окупљених ослобађањем робова. Нови бродови су грађени много већи, да би носили много више јединица поморске пешадије, које су се у исто време обучавале. Штавише, Антоније је за свој партски поход разменио 20.000 пешака за 120 бродова, под командом Тита Статилија Бика. У јулу 36. п. н. е, две флоте су испловиле из Италије, а друга флота, коју је обезбедио трећи тријумвир Марко Емилије Лепид, испловила је из Африке да нападне Секстово упориште на Сицилији.
У августу је Агрипа успео да коначно победи Секста у поморској бици код Миле (данашњег Милаца); истог месеца Октавијан је поражен и тешко рањен у бици код Таормине.
Код Наулоха, Агрипа је срео Секстову флоту. Обе флоте су биле састављене од 300 бродова, све са артиљеријом, али је Агрипа командовао тежим јединицама, наоружаним харпаксом и корвусом. Агрипа је успео да блокира покретније Секстове бродове и да, после дуге и крваве борбе, порази свог непријатеља. Агрипа је изгубио три брода, док је 28 Секстових бродова потопљено, 17 је побегло, а остали су спаљени или заробљени. У међувремену, Лепид је успео да искрца већину своје војске и опустоши сицилијанска села.
Око 200.000 људи је убијено и 1.000 ратних бродова је уништено у борбама које су уследиле, а многе жртве су однели Секст и његова војска и морнарица. Тиндарис и Месина су били посебно тешко погођени, а подручје између је опустошено.

## Последице
Секст је 36. п. н. е. побегао са Сицилије (што је ефективно окончало рат) у Милет где га је 35. п. н. е. ухватио и погубио без суђења Марко Тиције, један од војсковођа Марка Антонија. То је било незаконито, пошто је он био римски грађанин, па је стога имао право на суђење. Октавијан је искористио ову грешку када је однос између њега и Марка Антонија постао заоштрен.
Коначни крај помпејанског отпора одмах је истакао растуће неповерење између тријумвира. Када је Октавијан посетио Лепидов логор и када су га војници поздравили као Цезаровог сина, Лепид је направио непромишљен потез да истера свог госта ван граница логора. Ово је довело до тога да велики део Лепидове војске пређе на Октавијанову страну и Октавијану је дало изговор који му је био потребан да у потпуности уклони Лепида. Октавијан је Лепида оптужио за узурпацију власти на Сицилији и за покушај побуне. Лепид је био приморан да се покори, прогнан у Киркеј и лишен је свих својих функција осим понтифекса максимуса. Октавијан је преузео његове бивше провинције.
Велики део огромног пољопривредног земљишта на Сицилији је или уништен или остављен празан, а велики део ове земље је одузет и подељен припадницима легија које су се бориле на Сицилији. Оно што је овим постигло било је двоструко: послужило је да се Сицилија испуни лојалним, захвалним становницима, и обећало је да ће Сицилију вратити некадашњу продуктивност.
Око 30.000 робова је заробљено и враћено својим господарима, а још 6.000 је набијено на дрвене колце као пример.

## Историјски извори
- Апијан: Грађански ратови. Књига 5 (онлајн копија)